# Julia Arminda Vidal Sarmiento
Julia Arminda Vidal Sarmiento de Regalía (La Plata, 23 de marzo de 1923 - ibidem, 20 de noviembre de 2009) fue una reconocida entomóloga argentina de la Universidad Nacional de La Plata, especializada en el campo de la morfología y anatomía de coleópteros.

## Reseña biográfica
Vidal Sarmiento, egresó del doctorado de la Facultad de Ciencias Naturales y Museo en 1949.
Fue Profesora Asociada de Zoología de Invertebrados II y Profesora Titular de Entomología (1977 a 1990). Se desempeñó en la actividad docente por 40 años, entre 1950 y 1990.
En su carrera científica, investigó sobre la morfología y anatomía de insectos, especializándose en la sistemática de coleópteros.
Realizó alrededor de medio centenar de artículos científicos, especialmente en taxonomía de varias familias de Coleoptera (Cupesidae (Archostemata), Haliplidae, Curculionidae y Cicindelidae). Realizó también diversos aportes en Hymenoptera y Heteroptera, en colaboración con el Dr. Luis De Santis y otros colaboradores.
Fue una referente en el campo de la morfología y anatomía de hexápodos, publicando varios libros en el tema, algunos en colaboración con la Dra. Norma Díaz, con quien trabajó asiduamente en sus últimos años  de actividad. Fortaleció con sus aportes las colecciones de la División Entomología del Museo de La Plata, en conjunto con el Dr. Luis De Santis, cuando él ejerció la jefatura de la División. 
Fue formadora de numerosos discípulos: Luis E. Grosso, Analía Lanteri, Nora Cabrera y Sergio Roig Juñent.

## Distinciones
Su discípula, Analía Lanteri, escribió un obituario en la Revista de la Sociedad Entomológica Argentina donde destacó que Vidal Sarmiento 
"fue una mujer apasionada por la labor docente, enérgica y generosa, fiel a sus convicciones y a su fe cristiana. Gran compañera y amiga de sus colegas y discípulos, dejó en ellos una profunda huella de afecto, calidez humana y compromiso institucional."
Según su última voluntad, sus cenizas reposan en Facultad de Ciencias Naturales y Museo, donde transcurrió la mayor parte de su vida.